# Pielești (gmina)
Pielești – gmina w Rumunii, w okręgu Dolj. Obejmuje miejscowości Câmpeni, Lânga i Pielești. W 2011 roku liczyła 3609 mieszkańców.